# Etson Barros
Etson Barros (16 de marzo de 2001) es un deportista de Portugal que compite en atletismo. Ganó una medalla de bronce en el Campeonato Europeo de Atletismo Sub-23 de 2021, en la prueba de 3000 m obstáculos.